# Sant Pere de Savassona
Sant Pere de Savassona és una església romànica de Tavèrnoles (Osona) inclosa a l'Inventari del Patrimoni Arquitectònic de Catalunya.

## Descripció
L'església de Sant Pere de Savasssona està situada als peus del castell del mateix nom formant conjunt amb el clos de l'antic cementiri.
És un edifici de planta de nau única coberta amb volta de canó reforçada per dos arcs torals. L'absis és semicircular i decorat amb cinc nínxols semicirculars, oberts al gruix del mur, en tres de les quals s'obren finestres de doble esqueixada. Al mur de tramuntana s'obre una petita absidiola llisa i, a banda i banda de la nau, hi ha dues capelles de planta quadrada. Exteriorment presenta decoració d'arcuacions entre lesenes en tot el volt. Inicialment es trobaven a sota el voladís però d'ençà de l'alçament de la nau (segle XVII) queden a mig mur. La façana de ponent també presenta decoració d'arcuacions seguint el pendent de la teulada, té un òcul central i un portal dovellat d'època posterior que substituí el de migdia actualment cegat. El capcer és decorat per un campanar d'espadanya amb dues obertures d'arc de mig punt. L'absis també té decoracions llombardes amb arquets en sèries de quatre. És construïda amb maçoneria, pedra vista i coberta amb lloses de pedra.

## Història
Es troba construïda al peu del Castell de Savassona a uns 611 m d'altitud i té una estètica semblant a les de les rodalies, que devien ser construïdes pels mateixos mestres, com Sant Feliuet, Sant Esteve de Tavèrnoles, Santa Margarida d'Ardola, Casserres, etc.
L'obra devia estar enllestida vers el 1069, en rebre un llegat destinat a la seva dedicació que s'efectuà el 1078. El bisbe de Vic cedí la capella a R. Folc, el qual la va posseir fins al 1086, quan morí en mans dels sarraïns. Aleshores l'església passà a mans de la canònica vigatana.
L'església de Sant Pere és sufragània de Sant Esteve de Tavèrnoles.
La història de la pica baptismal, va lligada a la de l'església, la qual fou construïda vers l'any 1069.